# Knížky lidového čtení

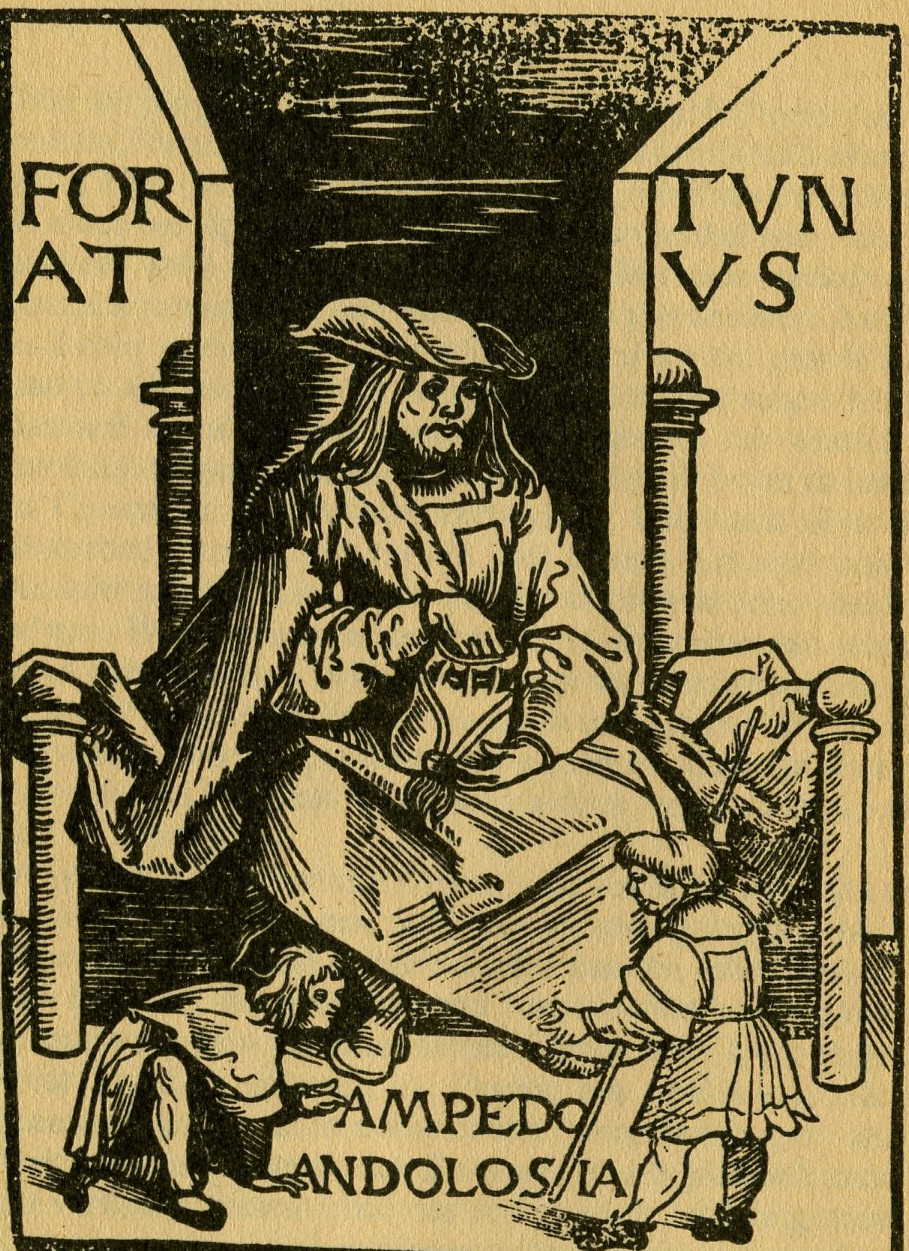
Titulní list německého vydání Fortunata z roku 1509.

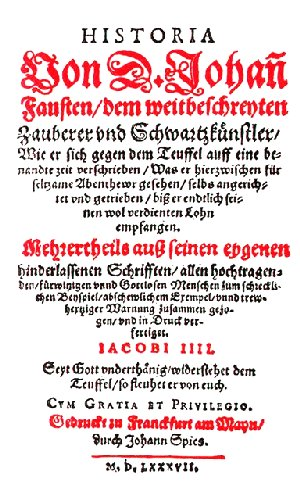
Historia von D. Johan Fausten, frontispiece vydání z roku 1587.

Knížky lidového čtení je pojmenování pro zábavnou četbu (hlavně pro různé dobrodružné, hrůzostrašné a sentimentální příběhy, v nichž děj probíhal bez úvah a bez motivace a končil šťastným rozuzlením na způsob pohádky), která byla v souvislost s rozšířením knihtisku  (tj. zhruba od 16. století) a především v době baroka distribuována v jednodušší úpravě a s dřevorytovými ilustracemi do širokých lidových vrstev. Zatímco v jiných zemích, např. v Německu (zde nesly označení Volksbücher) šlo o triviální četbu bez větší umělecké hodnoty, v našich podmínkách úpadku českého jazyka a literatury v 1. polovině 18. století byly vedle kramářské písně a nábožensky výchovné literatury jedinou česky vydávanou literaturou. Knížky lidového čtení tak představovaly neodmyslitelnou součást české slovesné kultury. Jejich náměty pevně vrostly do naší literární tradice, v níž se i dále vyvíjely.
Záslužnou práci ve vydávaní knížek lidového čtení vykonalo v počátcích českého národního obrození nakladatelství Česká expedice, které založil roku 1790 Václav Matěj Kramerius.
Některé knížky měly i osvětovou funkci, neboť v nich byla zachycena celá řada praktických zkušeností, které byly často formulovány jako rýmovačky: „Když jsou při západu slunce na nebi červánka, dočkáme se nejspíš krásného ránka.“
Dochované exempláře knížek lidového čtení jsou vzácné. Ve své době byly tak běžnou součástí denního života, že jim jejich majitelé nevěnovali žádnou zvláštní pozornost a péči, takže se některé z nich nedochovaly vůbec nebo jen v jednom exempláři.

## Náměty knížek lidového čtení
Ve většině případů šlo o dobrodružně fantastická vyprávění cizího původu, často velmi stará, společná s jinými evropskými literaturami. Některé příběhy však byly i umělého původu, například povídky od Prokopa Šedivého (1764–1810) (České Amazonky o dívčí válce nebo rytířský příběh Mnislav a Slavětína). Jako nejčastější náměty knížek lidového čtení lze jmenovat:
- Ezop (například Obnovený Ezop aneb Nové Ezopovy Bájky z roku 1815),
- Příběhy o Ejlenšpiglovi (první příběhy o proslulém šibalovi Enšpíglovi spatřily světlo světa v Německu již v letech 1478–1483),
- Fortunatus aneb Podivná dobrodružství se zlatým pytlíčkem, všedávacím kloboučkem a kouzelným prstýnkem (německy již roku 1509),
- Faust (Historia o životu doktora Jana Fausta je původem z Německa, kde poprvé vyšla roku 1587, na její motivy napsal Johann Wolfgang Goethe své slavné drama),
- Don Juan (vyprávění o proslulém španělském svůdci žen),
- Štilfríd a Bruncvík (původně dva staročeské rytířské romány vztahujíci se ke vzniku českého královského erbu, Štilfríd se týká původu orlice a Bruncvík původu lva v erbu),
- Historie dvanácte o bratru Janovi Palečkovi (česky prvně již 1610, vyprávění o šaškovi krále Jiřího z Poděbrad),
- příběhy z Ovidia, Dekameronu (Kriselda) či ze Shakespeara (např. Makbeth, vůdce škotského vojska),
- Meluzína (původem středověká francouzská rodová pověst),
- Magelona (dobrodružná francouzská romance o lásce krásné Magelony a rytíře Petra),
- Jenovefa (barokní legenda o utrpení brabantské hraběnky),
- Trojanská kronika (Letopisové trojanští – první tisk České expedice),
- Krakonoš (Rybrcol na Krkonoských horách nebo Zaklený a vysvobozený princ z roku 1794),
- Frantova práva, parodická pravidla pijáckého cechu (edice tisku z roku 1518 je dostupná v edičním modulu Vokabuláře webového Archivováno 23. 1. 2021 na Wayback Machine. Ústavu pro jazyk český AV ČR; na jejím základě vznikla též audiokniha).
- Kocourkovské příběhy (Schildabürger), původně o obyvatelích fiktivního německého městečka Schilda.

## Dostupná vydání a literatura
- Historia o životu doktora Jana Fausta, znamenitého čaroděje, též zápiscích ďábelských i čářích a hrozné smrti jeho, Jan Otto, Praha 1903, znovu 1927,
- Historia o bratru Janu Palečkovi, stavu rytířského, jenž jsa při králi Jiřím českém, velmi šlechetného života, králi milý a vzácný i každému dobrému byl a mnoho kratochvilných věcí za živobytí svého činil, M. Kliková, Praha 1904,
- Dvě kroniky o Štilfrídovi a Bruncvíkovi, A. Brož a F. Beneš, Praha 1918,
- Jaroslav Kolár: Česká zábavná próza 16. století a tzv. knížky lidového čtení, Československá akademie věd, Praha 1960,
- Fortunatus, Academia, Praha 1989,
- Soupis knížek lidového čtení z fondů Universitní knihovny v Brně, Universitní knihovna, Brno 1973,
- Frantova práva a jiné kratochvíle, Československý spisovatel, Praha 1977,
- Obnovený Ezop aneb Nové Ezopovy bájky, Odeon, Praha 1986,
- Václav Rodomil Kramerius: Knížky lidového čtení, Odeon, Praha 1988, vydání obsahuje také soupis Krameriem vydaných knížek lidového čtení,
- Historia o životu doktora Jana Fausta, Academia, Praha 1989,
- Tři knížky lidového čtení, Nakladatelství Lidové noviny, Praha 2000, obsahuje knížky Meluzína, Magelona a Jenovefa,
- Třikrát o jednom hrdinovi, Nakladatelství Lidové noviny, Praha 2004, obsahuje knížky Ezop, Ejlenšpigel a Paleček.
- ZÍBRT, Čeněk. Řády a práva starodávných pijanských cechů a družstev kratochvilných v zemích českých. V Praze: O. Pyšvejc, 1910. 372 s. Dostupné online. Na s. 12–35 jsou otištěna Frantova práva (nepatrně zkráceno).